# Mons Vinogradov
Mons Vinogradov är ett bergsmassiv på nordvästra sidan av den del av månen som vetter mot jorden, till alla delar omgivet av månhavet Mare Imbrium. Berget har fått sitt namn efter den sovjetiske geokemikern och rymdkemikern Alexander Vinogradov. Det hette tidigare Mons Euler.
Mons Vinogradov har en diameter vid basen av 25 kilometer. Det ligger i den västra delen av Mare Imbrium, med endast små andra formationer runt omkring sig. Till dessa hör de små kratrarna Jehan och Natasha i sydsydost, tidigare kallade Euler K respektive Euler P. Över 100 kilometer åt nordväst ligger bergsområdet Montes Harbinger.